# ميكولا بولياكوف
ميكولا بولياكوف (بالأوكرانية: Поляков Микола Вікторович)‏ هو رياضياتي أوكراني، ولد في 1 مايو 1946 في دنيبرو في أوكرانيا وتوفي يوم 21 سبتمبر 2020 في مدينة دنيبر.